# Videoblog di un vampiro
Videoblog di un vampiro (Afflicted) è un film del 2013 diretto da Derek Lee e Clif Prowse.
Film horror in stile falso documentario, presentato al Toronto International Film Festival.

## Trama
Gli inseparabili migliori amici Derek Lee e Clif Prowse, decidono di partire in un viaggio intorno al mondo. Viaggeranno in sei continenti diversi per un totale di trenta paesi. Jason Lee, il fratello di Derek, cerca di convincerlo ad abbandonare tutto perché, in un altro paese, sarebbe più difficile andare in ospedale per curare la sua malformazione artero-venosa. Il ragazzo non ascolta le parole del fratello, visto che vuole vivere pienamente la vita che gli rimane. La coppia di amici, giunge così in Spagna, dove si aggregano altri due amici, Zachary Gray e Edo Van Breeman, che fanno parte di una band. Si dirigono poi a Parigi, dove, mentre la banda di Zachary ed Edo canta, Derek flirta con una ragazza, Audrey. Volendo fare sesso con lei, Derek la conduce in una camera. Clif, Zach e Edo decidono di fargli uno scherzo e così irrompono all'improvviso nella stanza dove si trova l'amico ma lo trovano svenuto, completamente nudo, ferito e solo.
Derek decide di non andare in ospedale, ma di continuare il suo viaggio fino in Italia. Qui, appena in camera, Derek cade in un lungo sonno da cui viene svegliato dall'amico dopo due giorni; Clif lo porta in un ristorante ma, quando il giovane mangia un piatto di spaghetti, vomita tutto. I due visitano una vigna, ma Derek improvvisamente comincia ad ustionarsi alla luce del sole, ed è costretto a mettersi all'ombra. Clif cerca di convincere l'amico a tornare a casa, ma quest'ultimo non ne vuol sapere e arrabbiandosi per l'insistenza, scaglia un pugno nel muro sfondandolo. Scopre di essere in possesso anche della super velocità, dell'agilità e della rigenerazione. La coppia di amici viene accidentalmente coinvolta in una rissa con due uomini. Derek li stende e lecca il loro sangue. Clif capisce che l'amico è un vampiro, e che ha bisogno di sangue fresco per nutrirsi. Provano allora con sangue di manzo e di maiale, ma entrambe le volte Derek vomita tutto: il sangue deve essere umano. Tentano di rubarne a una banca del sangue, ma falliscono. Dopo diciotto giorni di astinenza, il corpo del vampiro comincia a deteriorarsi. Cliff decide di dare il suo sangue all'amico. Ma Derek è scomparso. Clif lo rintraccia, ma Derek, sconvolto dall'astinenza, lo uccide. Quando torna in sé, Derek si spara in bocca. Ma ormai non può più morire.
Derek decide di cercare una cura da Audrey. Ma l'Interpol cerca di arrestarlo, ritenendolo colpevole di vari crimini insieme col suo amico defunto. Derek scappa a Parigi dove uccide accidentalmente un poliziotto. Finalmente rintraccia Audrey. La ragazza gli confessa che non c'è alcuna cura e che deve uccidere ogni quattro o cinque giorni se vuole mantenere il controllo. Infine, gli rivela che l'ha trasformato perché stava per morire. Derek decide allora di diventare un giustiziere della notte, uccidendo solo le persone che hanno fatto del male.
Poco dopo, in Italia, un ragazzo e due ragazze cercano di entrare in una villa disabitata per fare un bagno in piscina, ma improvvisamente vengono attaccati. Nella telecamera del ragazzo appare il volto trasfigurato di un Cliff in piena crisi di astinenza.